# Río Barbate
El río Barbate es un río costero del sur de España, que discurre por la provincia de Cádiz y desemboca en Barbate, en el océano Atlántico.

## Etimología
El nombre del río, documentado por primera vez en textos árabes, aludiría en latín a la presencia en el mismo de barbos, o bien de barbas referidas metafóricamente a la vegetación.  De estas dos posibilidades parece mas probable que el hidrónimo romano   Flumen Barbatus traducido como “río barbado” se  atribuye a la presencia de algas filamentosas  o “barbas” en las orillas del río de Barbate, de esta raíz derivaría el nombre del pueblo de Barbate  . Por otra parte este río aparece citado en algún texto clásico como río Besilo que desembocaría al mar junto a la ciudad de Baesippo (Barbate) , observándose que las raíz de los nombres del río y de la ciudad romana son compartidos   .

## Curso y cuenca

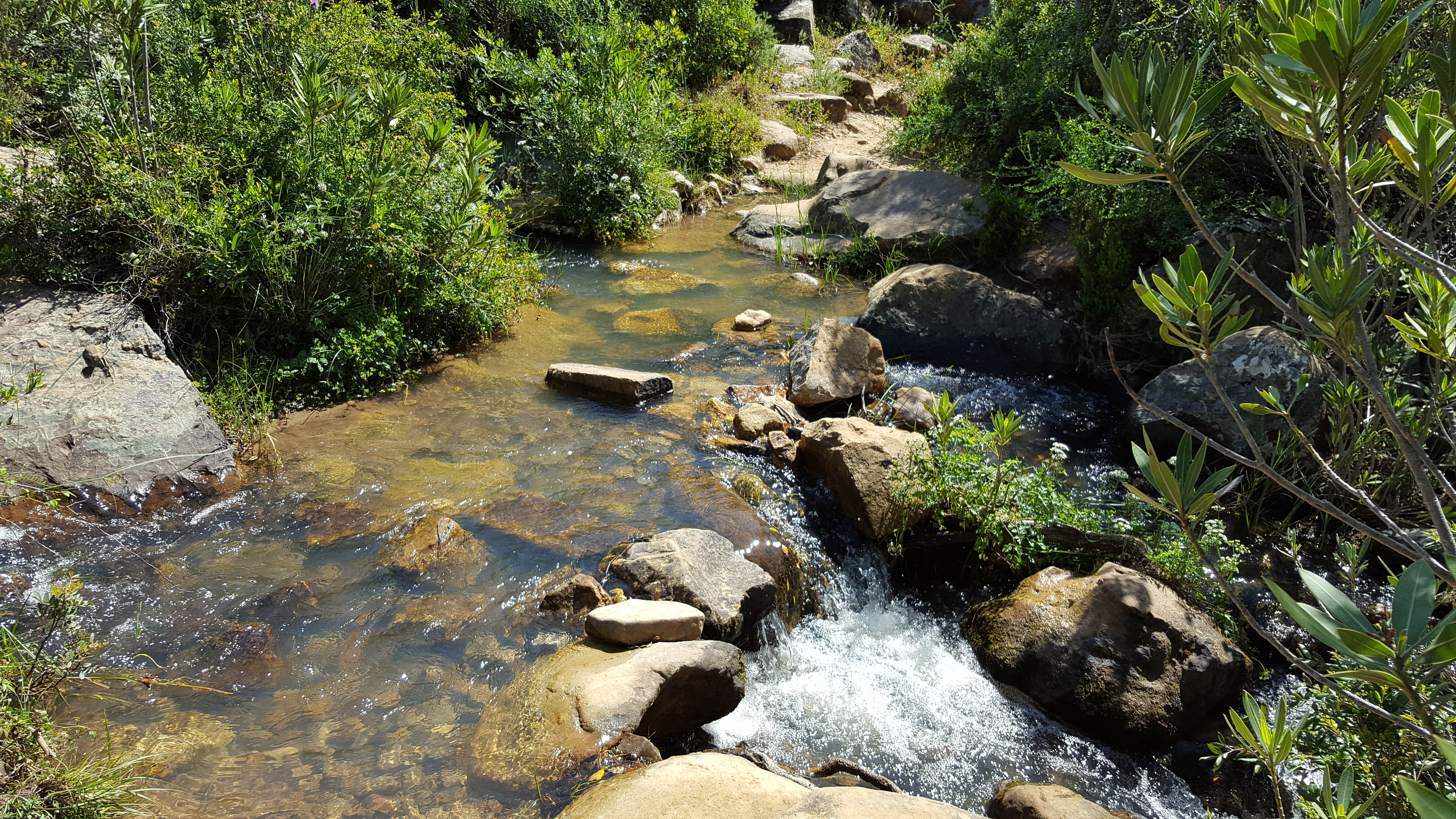
Afluente del río en su paso por Alcalá de los Gazules, Cádiz, España.

Las fuentes del Barbate provienen de las estribaciones del norte de la sierra del Aljibe, a 920 m s. n. m., en concreto en la Garganta de Puerto Oscuro. En su cabecera la pendiente es muy pronunciada, discurriendo sobre terrenos triásicos, salvando un desnivel de más de 600 m. en apenas 10 km; a partir de aquí el río desciende suavemente sobre terrenos eocénicos, con un desnivel de sólo 200 m. en el resto de su recorrido, que a partir de su unión con el río Alberite, fluye por terrenos cuaternarios. Dado que el río, que tiene una longitud superior a los 80 km, posee en sus tramos medio y bajo un desnivel muy poco acentuado, es numeroso en meandros y tortuosos recorridos.
Pasa por los términos municipales de Alcalá de los Gazules, Benalup-Casas Viejas, Vejer de la Frontera (por donde atraviesa un desfiladero en La Barca de Vejer) y Barbate, donde desemboca formando unas marismas.
El sistema del Barbate y sus afluentes drena una superficie de 1.290 km² (17,6 % de la red provincial gaditana). Su cuenca recorre amplias vegas de formación coluvial y de magníficos bujeos, y llega a los terrenos desecados de lo que fue la Laguna de la Janda, recibiendo por su margen izquierda al río Almodóvar. Otros de sus afluentes son el Rocinejo, el río Celemín, el Álamo y el Fraja.
Un estudio publicado en 2016 ubica la capital de Tartessos en una isla fluvial del río Barbate, cercana a la desecada Laguna de la Janda.

## Flora y fauna
Debido a la actuación de los estamentos públicos, se ha recuperado el ibis eremita en la zona, que no anidaba desde hace 500 años. Además, es el único río de la península ibérica donde puede encontrarse la náyade jorobada.